# Антун Коблишка
Антун Коблишка (Дубровник, 29. октобар 1860 — мај 1920) био је доктор ветерине који је радио и живео у Пироту.

## Биографија
Рођен је 1860. године у Дубровнику 29. октобра. Завршио је класичну гимназију у Дубровнику а потом је уписао студије ветерине у Болоњи где је дипломирао 1886. године.
После студија је радио као марвени лекар у Црној Гори. Радио је тамо све до 1889. године.

### Служба у Србији
Први посао у Кнежевини Србије добија у Пироту као окружни марвени лекар треће класе 1910. године . Захваљујући њему је ветеринарска струка достигла нове домете у Пироту.
Међутим, Коблишка напушта Пирот и бива премештен у моравски округ. Често га премештају те касније ради у Ћуприји, Нишу и Крушевцу.
У Нишу се тек нешто дуже задржао, све до 1897. године.
Селидба у Београд 1900. године је донела и ново радно место Антуну, постављају га на дужност ветеринарског делегата Краљевине Србије при Генералном конзулату у Будимпешти. 1902. се сели у Младеновац а касније у Пожаревац где остаје до 1908. године.
Антун Коблишка приликом рада у Србији објављује своје радове "Компаративна патологија са погледом на псећи бес" и "Поуке из општег сточарства".

### Приватни живот
Био је ожењен Даницом Николић, рођеном Београђанком. Имали су два сина. Умро је маја 1920. године на броду путујући од Смедерева ка Београду где је и сахрањен. Одликован је орденом Светог Саве.